# 로카바셰라나
로카바셰라나(이탈리아어: Roccabascerana)는 이탈리아 캄파니아주 아벨리노도의 코무네다.